# Drosophila majtoi
Drosophila majtoi är en tvåvingeart som beskrevs av Ruiz-fiegalan 2003. Drosophila majtoi ingår i släktet Drosophila och familjen daggflugor.
Artens utbredningsområde är Filippinerna.